# Nucela

Esquema comparativo do óvulo das Gymnospermae (à esquerda) e das Angiospermae (à direita). A nucela está representada a verde.

Nucela, ou nucelo, é a designação dada em botânica ao tecido vegetal diploide que constitui o interior do óvulo das espermatófitas, circundando o gametófito feminino. Este tecido provém da planta-mãe e, portanto, pertence ao esporófito.

## Descrição
Nos óvulos das plantas a nucela assume o papel de megaesoporângio (produtor de megásporos). A maturação do óvulo ocorre dentro da nucela, num processo em tudo similar à esporogénese. No processo, uma célula-mãe de esporo sofre meiose e dá origem a quatro megásporos. Na maioria dos casos, apenas um desses quatro megásporos sobrevive para dar origem ao gametófito feminino: a partir dele forma-se o endosperma nas gimnospérmicas, ou o saco embrionário nas angiospérmicas.
Como resultado da fertilização, a nucela pode desaparecer ou se diferenciar num tecido de reserva de nutrientes designado por perisperma. Contudo, são poucas as semente que apresentam perisperma em quantidade significativa (por exemplo nos membros do género Chenopodium), material que difere do albúmen, um tecido triploide que está contido no saco embrionário e é formado durante a fertilização.
Na maioria dos clados, o óvulo é crassinucelado (apresenta nucela em camada espessa), mas em alguns casos pode ser tenuinucelado (nucela em camada fina), como é o caso dos óvulos das Asteridae e Crassulaceae.
Em algumas plantas, o tecido diplóide da nucela pode dar origem a um embrião no interior da semente por meio de um mecanismo de reprodução assexuada designado por embrionia nucelar (também designada por embrionia adventícia), um processo relativamente comum nos citrinos.